# Acerra
Acerra é uma comuna italiana da região da Campania, província de Nápoles, com cerca de 44.401  ISTAT 2001  habitantes. Estende-se por uma área de 54,08 km², tendo uma densidade populacional de 821,02 hab/km². Faz fronteira com as seguintes comunas : Afrágola, Caivano, Casalnuovo di Napoli, Maddaloni, Pomigliano d'Arco, San Felice a Cancello.A cidade é um centro comercial de frutas.

## Demografia
| Variação demográfica do município entre 1861 e 2011                               |
|                                                                                   |
| Fonte: Istituto Nazionale di Statistica (ISTAT) - Elaboração gráfica da Wikipedia |